# Elektrostalj
Elektrostalj (ruski: Электросталь) je grad u 
Moskovskoj oblasti u Rusiji. 
Po pitanju pripadnosti rajonu, Elektrostalj ima status 
"grada oblasne podčinjenosti". Nalazi se 58 km istočno od Moskve. Nalazi se na 55° 48' sjever i 38° 27' istok.
Broj stanovnika:
- 1939.:  43.000
- 1959.:  97.000
- 1970.: 123.000
- 1977.: 135.000
- 2002.: 146.294

Osnovan je 1916. godine. Do 1928. je bio znan kao Zatišje (ruski: Затишье).
Od 1938. dobiva gradski status. 

## Industrija
Elektrostalj je središte metalurgije i teškostrojogradnje.
Glavni subjekti su:
- Elektrostaljska metalurška tvornica
- Elektrostaljska kemijsko-mehanička tvornica
- Elektrostaljska tvornica teških strojeva, koja dizajnira i izrađiva

opremu za proizvodnju čeličnih bešavnih vruće-valjanih, varenih, i 
hladno-valjanih cijevi; valjkaste, kuglične i ine ležaje

,
- Tvornica strojeva, poznata kao Elemaš, je najveći ruski proizvođač

gorivnih šibaka za atomske elektrane, koje se izvoze u brojne 
europske zemlje
Vremenska zona: Moskovsko vrijeme

## Vanjske poveznice
- Službene gradske stranice[neaktivna poveznica]
- Neslužbene gradske stranice  Arhivirana inačica izvorne stranice od 1. rujna 2005. (Wayback Machine)